# Constantin Zawadzki

Constantin Zawadzki, 1920

Constantin Zawadzki, auch Konstantin (* 5. Mai 1866 in Ratibor; † 29. Juni 1944 in Beuthen) war ein deutscher Politiker (Zentrum). Er war Mitglied der Weimarer Nationalversammlung, des Reichstages und des Preußischen Landtages.

## Ausbildung und Beruf
Nach dem Besuch der Volksschule in Ratibor machte Zawadzki eine Tischlerlehre und ging anschließend auf Wanderschaft. Von 1886 bis 1889 leistete er Militärdienst in der Preußischen Armee. Nach bestandener Meisterprüfung arbeitete er ab 1890 als Tischlermeister und Möbelkaufmann in Beuthen. Er war Mitglied der Handwerkskammer Oppeln und ab 1899 Obermeister der dortigen Tischlerinnung. Ab September 1914 diente er als Kriegsfreiwilliger im Ersten Weltkrieg; er wurde an der Ostfront eingesetzt.

## Politik
Zawadzki war Mitglied der Zentrumspartei. Er war seit 1909 Stadtverordneter in Beuthen und dort seit 1922 Stadtverordnetenvorsteher.
Als Vertreter des Wahlkreises 10 (Oppeln) war er von 1919 bis 1920 Mitglied der Weimarer Nationalversammlung und von 1920 bis 1922 Abgeordneter des Reichstags.
Im Dezember 1924 wurde er in den Preußischen Landtag gewählt, dem er bis März 1933 angehörte. Im Parlament vertrat er den Wahlkreis 9 (Oppeln).

## Ehrungen
Zawadzki war Träger des päpstlichen Ordens „Pro Ecclesia et Pontifice“.